# Magüi Sernaová
Magüi Sernaová, celým jménem María Luisa Serna Barrera, (* 1. března 1979 Las Palmas) je bývalá španělská levoruká tenistka, která se na profesionálních okruzích pohybovala v letech 1993–2006. Na okruhu WTA Tour vyhrála dva singlové a tři deblové turnaje. V rámci okruhu ITF získala šest titulů ve dvouhře a jeden ve čtyřhře.
Na žebříčku WTA byla ve dvouhře nejvýše klasifikována v lednu 2004 na 19. místě a ve čtyřhře pak v červenci téhož roku na 25. místě. Trénoval ji Fernando García Lleo.
Na nejvyšší grandslamové úrovni si zahrála semifinále čtyřhry čtyřhry Australian Open 2002 v páru s krajankou Conchitou Martínezovou. Ve dvouhře se nejdále probojovala do čtvrtfinále Wimbledonu 2000, v němž ji vyřadila Australanka Jelena Dokićová.
Představovala tenistku hrající od základní čáry, s kvalitním podáním. Za preferovaný typ dvorce uvedla travnatý povrch.

## Týmové soutěže
Ve španělském fedcupovém týmu debutovala v roce 1997 čtvrtfinálem Světové skupiny proti Belgii, v němž prohrála se Sabinou Appelmansovou i Els Callensovou. Belgičanky zvítězily 5:0 na zápasy. Dvakrát zasáhla do finálového duelu, z něhož Španělky odešly vždy poraženy. Poprvé ve Fed Cupu 2000 v Las Vegas proti Spojeným státům podlehla v deblu s Ruanovou Pascualovou páru Jennifer Capriatiová a Lisa Raymondová. Podruhé pak ve Fed Cupu 2002 na Gran Canarii opět prohrála po boku Ruanové Pascualové čtyřhru se Slovenkami Danielou Hantuchovou a Janette Husárovou. S Hantuchovou prohrála i druhou dvouhru, v níž nahradila zraněnou Arantxu Vicariovou. Mezi lety 1997–2003 v soutěži nastoupila k třinácti mezistátním utkáním s bilancí 7–7 ve dvouhře a 3–3 ve čtyřhře.
Španělsko reprezentovala na Letních olympijských hrách 2000 v Sydney. V ženské dvouhře vypadla ve úvodním kole, když uhrála jen tři gemy na jedenáctou nasazenou Francouzku Nathalii Dechyovou.
Zúčastnila se také athénských Her XXVIII. olympiády, na nichž v úvodním kole singlové soutěže odebrala jedinou hru ruské turnajové trojce Anastasiji Myskinové.

## Tenisová kariéra
V rámci hlavních soutěží událostí okruhu ITF debutovala v květnu 1993, když na turnaj ve španělské Tortose s dotací 10 tisíc dolarů obdržela divokou kartu. V úvodním kole podlehla krajance Martě Canové. Premiérový singlový i deblový titul v této úrovni tenisu vybojovala v dubnu 1994 na gaboronské události s rozpočtem deset tisíc dolarů. Ve finále dvouhry přehrála Britku Shirli-Ann Siddallovou.
V singlu okruhu WTA Tour debutovala na říjnovém SEAT Open 1996 v Lucemburku po zvládnuté tříkolové kvalifikaci. Na úvod dvouhry však podlehla nizozemské tenistce Kristie Boogertové z konce šesté desítky klasifikace. Prvního vyhraného zápasu i postupu do čtvrtfinále se dočkala na lednovém Gold Coast Classic 1997, kde ji zastavila nizozemská světová dvanáctka Brenda Schultzová-McCarthyová.
Debut v hlavní soutěži nejvyšší grandslamové kategorie přišel v ženském singlu Australian Open 1997 poté, co ve třetím kvalifikačním kole zdolala Sandru Kleinovou. Ve třetím kole melbournského singlu však nenašla recept na čtrnáctou ženu pořadí Amandu Coetzerovou z Jihoafrické republiky. Po skončení turnaje zaznamenala průlom do elitní světové stovky žebříčku WTA v jeho vydání z 27. ledna 1997, když se posunula ze 108. na 82. místo. Členku elitní světové desítky poprvé porazila na dubnovém Family Circle Cupu 1998 v Hilton Head, kde ve třetím kole zvládla utkání se světovou trojkou Janou Novotnou. Druhé takové vítězství přidala na Kremlin Cupu 1998. Ve třetím kole moskevské dvouhry porazila devátou hráčku žebříčku Patty Schnyderovou ze Švýcarska. Osmifinále si pak zahrála ve Wimbledonu 1998 a na cestě do čtvrtfinále kanadského Rogers Cupu 1998 na ni nestačila světová sedmička Steffi Grafová.
Debutové semifinále na túře WTA odehrála na travnatém DFS Classic 1999 v Birminghamu, v němž ji vyřadila nejvýše nasazená Francouzka Nathalie Tauziatová. V grandslamové dvouhře se nejdále probojovala do čtvrtfinále Wimbledonu 2000, kde ve druhém kole porazila francouzskou světovou trojku Mary Pierceovou. Výhra znamenala nejčasnější vyřazení úřadující šampionky French Open ve wimbledonské historii. Následně dohrála na raketě Australanky Jeleny Dokićové.
Premiérové finále na okruhu WTA Tour odehrála na římském Rome Masters 2001 z kategorie Tier I, když ve finále čtyřhry s Arantxou Sánchezovou Vicariovou podlehly americko-australskému páru Lisa Raymondová a Rennae Stubbsová. Debutový titul vybojovala v deblu French Community Championships 2001 v Knokke-Heistu po závěrečném vítězství s Virginií Ruanovou Pascualovou nad dvojicí Ruxandra Dragomirová Ilieová a Andreea Vancová. Dvě singlové trofeje přidala na Estoril Open 2002 a 2003. V bojích o titul přehrála dvě německé kvalifikantky, nejdříve Ancu Barnovou a při obhajobě Julii Schruffovou.

## Finále na okruhu WTA Tour
| Legenda                         |
| ------------------------------- |
| D – dvouhra; Č – čtyřhra        |
| Grand Slam (0)                  |
| Turnaj mistryň (0)              |
| Tier I (1–0 Č)                  |
| Tier II (0–1 D; 1–2 Č)          |
| Tier III, IV & V (3–2 D; 1–1 Č) |

### Dvouhra: 6 (3–3)
| Stav       | č. | datum       | turnaj                     | kategorie | povrch | soupeřka ve finále           | výsledek      |
| ---------- | -- | ----------- | -------------------------- | --------- | ------ | ---------------------------- | ------------- |
| Finalistka | 1. | duben 2001  | Porto, Portugalsko         | Tier IV   | antuka | Arantxa Sánchezová Vicariová | 3–6, 1–6      |
| Finalistka | 2. | červen 2001 | Eastbourne, Velká Británie | Tier II   | tráva  | Lindsay Davenportová         | 2–6, 0–6      |
| Finalistka | 3. | duben 2002  | Porto, Portugalsko         | Tier IV   | antuka | Ángeles Montoliová           | 1–6, 6–2, 5–7 |
| Vítězka    | 1. | duben 2002  | Estoril, Portugalsko       | Tier IV   | antuka | Anca Barnová                 | 6–4, 6–2      |
| Vítězka    | 2. | duben 2003  | Estoril, Portugalsko (2)   | Tier IV   | antuka | Julia Schruffová             | 6–4, 6–1      |
| Vítězka    | 3. | duben 2003  | Budapešť, Maďarsko         | Tier V    | antuka | Alicia Moliková              | 3–6, 7–5, 6–4 |

### Čtyřhra: 6 (2–4)
| Stav       | č. | datum         | turnaj                     | kategorie | povrch | spoluhráčka               | soupeřky ve finále                        | výsledek      |
| ---------- | -- | ------------- | -------------------------- | --------- | ------ | ------------------------- | ----------------------------------------- | ------------- |
| Finalistka | 1. | květen 2000   | Řím, Itálie                | Tier I    | antuka | Arantxa Sánchez Vicariová | Lisa Raymondová Rennae Stubbsová          | 3–6, 6–4, 2–6 |
| Vítězka    | 1. | červenec 2001 | Knokke-Heist, Belgie       | Tier IV   | antuka | Virginia Ruano Pascualová | Ruxandra Dragomir Ilieová Andreea Vancová | 6–4, 6–3      |
| Finalistka | 2. | duben 2002    | Porto, Portugalsko         | Tier IV   | antuka | Kristie Boogertová        | Cara Blacková Irina Seljutinová           | 6–7(6–8), 4–6 |
| Finalistka | 3. | červen 2003   | Eastbourne, Velká Británie | Tier II   | tráva  | Jennifer Capriatiová      | Lindsay Davenportová Lisa Raymondová      | 3–6, 2–6      |
| Finalistka | 4. | srpen 2003    | New Haven, Spojené státy   | Tier II   | tvrdý  | Alicia Moliková           | Virginia Ruano-Pascualová Paola Suárezová | 6–7(6–8), 3–6 |
| Vítězka    | 2. | červen 2004   | Eastbourne, Velká Británie | Tier II   | tráva  | Alicia Moliková           | Světlana Kuzněcovová Jelena Lichovcevová  | 6–4, 6–4      |

## Tituly na okruhu ITF
| Dotace turnajů okruhu ITF | Dotace turnajů okruhu ITF |
| ------------------------- | ------------------------- |
| 100 000 $ tournaments     |                           |
| 75 000 $ tournaments      |                           |
| 50 000 $ tournaments      |                           |
| 25 000 $ tournaments      |                           |
| 10 000 $ tournaments      |                           |

### Dvouhra (6)
| Č. | datum             | turnaj                | povrch     | soupeřka ve finále    | výsledek      |
| -- | ----------------- | --------------------- | ---------- | --------------------- | ------------- |
| 1. | 3. dubna 1994     | Gaborone, Botswana    | tvrdý      | Shirli-Ann Siddallová | 6–3, 6–4      |
| 2. | 10. dubna 1994    | Harare, Zimbabwe      | tvrdý      | Shirli-Ann Siddallová | 6–4, 6–2      |
| 3. | 3. prosince 1995  | Mallorca, Španělsko   | antuka (h) | Kyra Nagyová          | 6–4, 6–3      |
| 4. | 28. července 1996 | Valladolid, Španělsko | tvrdý      | Hila Rosenová         | 6–3, 6–1      |
| 5. | 18. srpna 1996    | Wahlscheid, Německo   | antuka     | Alena Vašková         | 6–2, 6–3      |
| 6. | 25. srpna 1996    | Athény, Řecko         | antuka     | Mariana Díaz Olivaová | 5–7, 6–3, 6–2 |

### Čtyřhra (1)
| č. | datum         | turnaj             | povrch | spoluhráčka       | soupeřky ve finále           | výsledek |
| -- | ------------- | ------------------ | ------ | ----------------- | ---------------------------- | -------- |
| 1. | 3. dubna 1994 | Gaborone, Botswana | tvrdý  | Amanda Hopmansová | Evelyn Fauthová Radka Surová | 6–3, 6–1 |

## Chronologie výsledků na Grand Slamu

### Dvouhra
| Turnaj          | 1997    | 1998    | 1999    | 2000    | 2001    | 2002    | 2003    | 2004    | 2005    | V-P   |
| --------------- | ------- | ------- | ------- | ------- | ------- | ------- | ------- | ------- | ------- | ----- |
| Australian Open | 3. kolo | 2. kolo | 2. kolo | 2. kolo | 2. kolo | 3. kolo | 2. kolo | 1. kolo | 1. kolo | 9–9   |
| French Open     | 3. kolo | 4. kolo | 1. kolo | 3. kolo | 2. kolo | 1. kolo | 4. kolo | 2. kolo | A       | 12–8  |
| Wimbledon       | 3. kolo | 4. kolo | 1. kolo | ČF      | 1. kolo | 1. kolo | 2. kolo | 3. kolo | A       | 12–8  |
| US Open         | 4. kolo | 1. kolo | 3. kolo | 4. kolo | 1. kolo | 1. kolo | 2. kolo | 2. kolo | A       | 10–8  |
| výhry-prohry    | 9–4     | 7–4     | 3–4     | 10–4    | 2–4     | 2–4     | 6–4     | 4–4     | 0–1     | 43–33 |

| Legenda | Legenda                                   | Legenda | Legenda                     |
| ------- | ----------------------------------------- | ------- | --------------------------- |
| SR      | poměr vyhraných turnajů ku všem odehraným | W–L V–P | výhry–prohry                |
| NH      | daný rok se turnaj nekonal                | A       | turnaje se hráč nezúčastnil |
| 1Q / LQ | prohra v (kole) kvalifikace               | 1k / 1R | prohra v daném kole turnaje |
| QF / ČF | prohra ve čtvrtfinále                     | SF      | prohra v semifinále         |
| F       | prohra ve finále                          | Vítěz   | vítězství v turnaji         |